# Bordj El Kiffan
 (octobre 2010).
Si vous disposez d'ouvrages ou d'articles de référence ou si vous connaissez des sites web de qualité traitant du thème abordé ici, merci de compléter l'article en donnant les références utiles à sa vérifiabilité et en les liant à la section « Notes et références ».

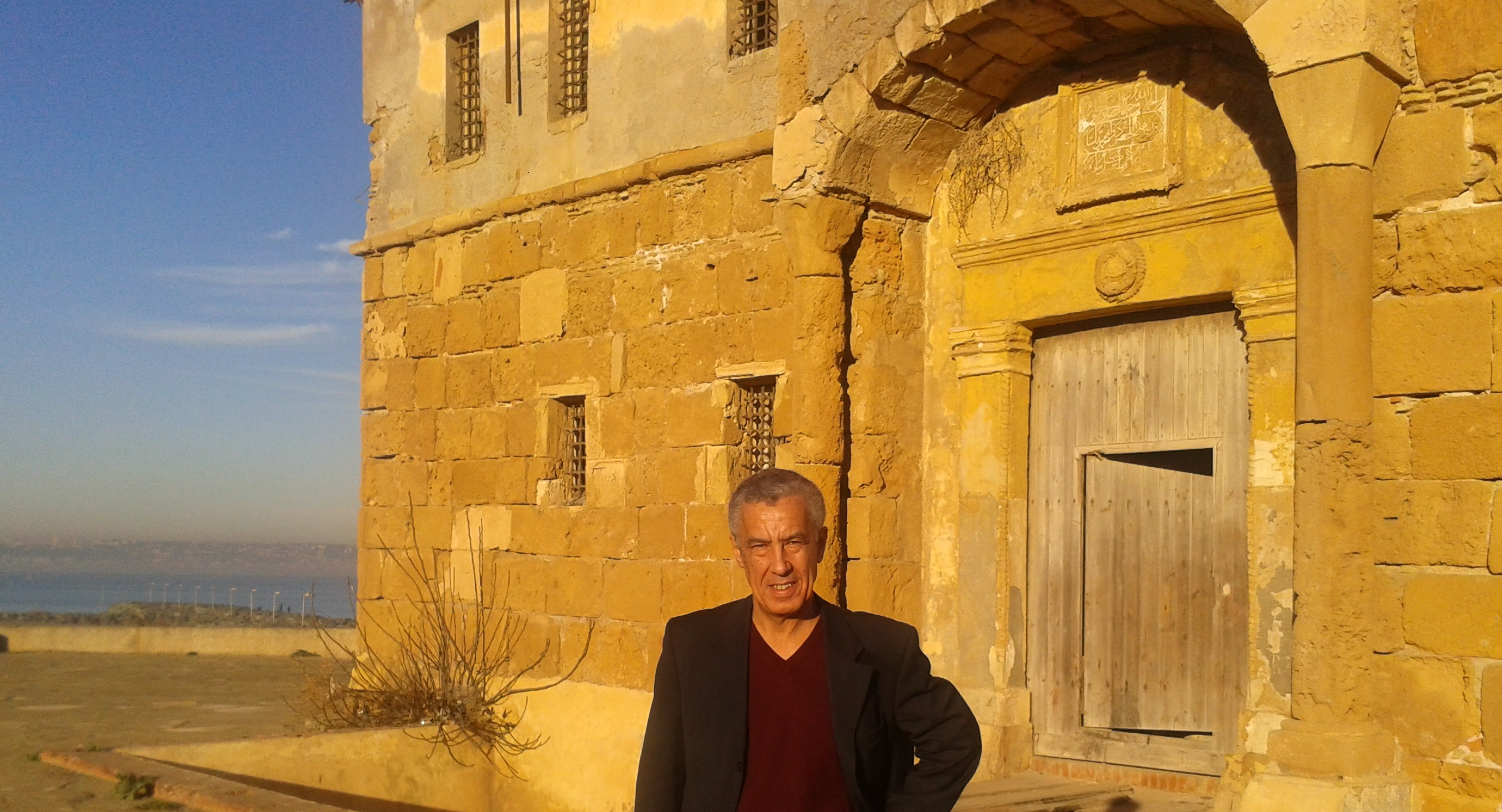
Fort de Bordj El Kiffan

Bordj El Kiffan (en arabe algérien برج الكيفان, en berbère : Brǧ-al-Kyfan, ⵓⵣⵎⵉⵔ ⵏ ⵡⴰⵎⴰⵏ), anciennement Fort-de-l'Eau pendant la période française (citoyens dénommés aquafortains), est une commune de la wilaya d'Alger en Algérie, située dans la banlieue Est d'Alger.

## Géographie

### Localisation
Bordj El Kiffan est située à environ 15 km à l'est d'Alger, sur la rive orientale de la baie d'Alger. En plus de la ville même, elle englobe les zones urbanisées de Ben Mred, Dergana et Ben Zerga.
| Mer Méditerranée         | Bordj El Bahri  | Bordj El Bahri                    |
| Mer Méditerranée         | Bordj El Kiffan | Rouïba, Forêt de Bordj El Kiffan. |
| Mohammadia , Bab Ezzouar | Dar El Beïda    | Rouïba                            |

### Transport
- La première ligne du nouveau tramway d'Alger dessert la commune sur une longueur de 8 km.
- Une nouvelle voie rapide (2 × 2 voies) au Sud de la commune. Elle permet le contournement du centre-ville et de relier plus rapidement les communes balnéaires excentrées du Nord-Est de la wilaya (Bordj El Bahri, El Marsa, Tamentfoust et Aïn Taya) au reste de l'agglomération d'Alger.

### Routes
La commune de Bordj El Kiffan est desservie par plusieurs routes nationales:
- Route nationale 11: RN11 (Route d'Oran).
- Route nationale 24: RN24 (Route de Béjaïa).
- Route nationale 5: RN5 (Route de Constantine).

### Urbanisme
La ville de Bordj El Kiffan est construite selon le modèle des villes modernes structurée autour d'une grande avenue qui traverse de l'Ouest à Est et autour d'une placette rectangulaire et un maillage de rues qui descend jusqu'à la mer.
Autour, on trouve les quartiers résidentiels du « Lido » à l'Ouest, les quartiers de la « Verte Rive » et « Bateau-Cassé » à l'Est. Au Sud de la nouvelle voie rapide qui desserte les communes de l'Est algérois s'est récemment constituée une nouvelle zone urbaine autour de la colline de Mouhous. Elle est connue aussi par un bâtiment construit en 1932 (BATIMA32), ou quartier 32 tout court .
Dans une petite commune, la construction d’un nouveau bâtiment est en effet toujours une sorte d’événement pour la population locale. Que ce soit un grand complexe résidentiel, un complexe de bureaux ou un espace public, un tel projet est une addition au développement et au dynamisme de la commune. Les habitants suivent régulièrement son processus de construction en étant curieux et impatients de comprendre comment il s’intégrera dans l’apparence générale. En outre, les nouvelles structures apportent toujours de nouvelles opportunités à la commune, que ce soit en termes d’emploi, de services ou de nouvelles infrastructures sous forme de systèmes de divertissement.

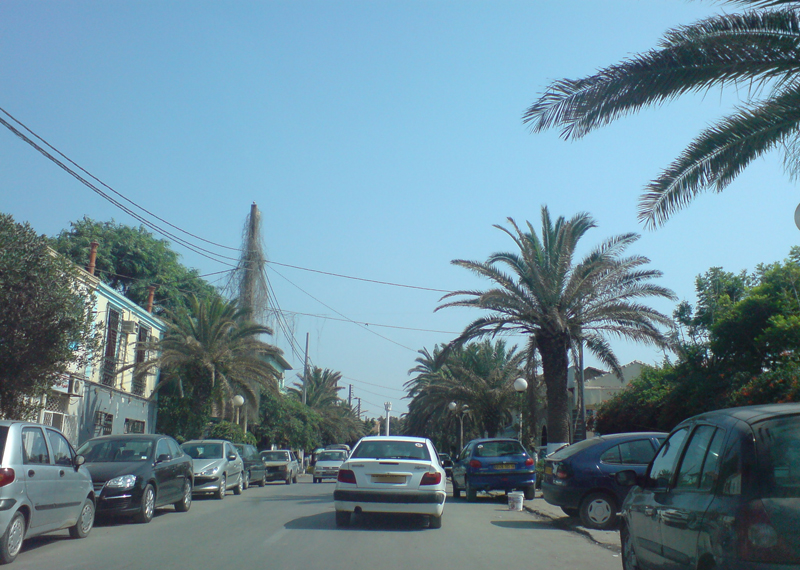
En remontant l'avenue Bougara depuis le fort vers le centre-ville.

## Toponymie
Le nom de Bordj El Kiffan signifie en français Fort des deux rochers.

## Histoire

### Époque ottomane
En 1556, le pacha Mohamed Takarli entreprend de bâtir un fort à l'est du fleuve El Harrach afin de prévenir les éventuelles tentatives d'invasions. Le « fort des Précipices » n'est achevé qu'en 1581 par Djafar Pacha.

### Époque française

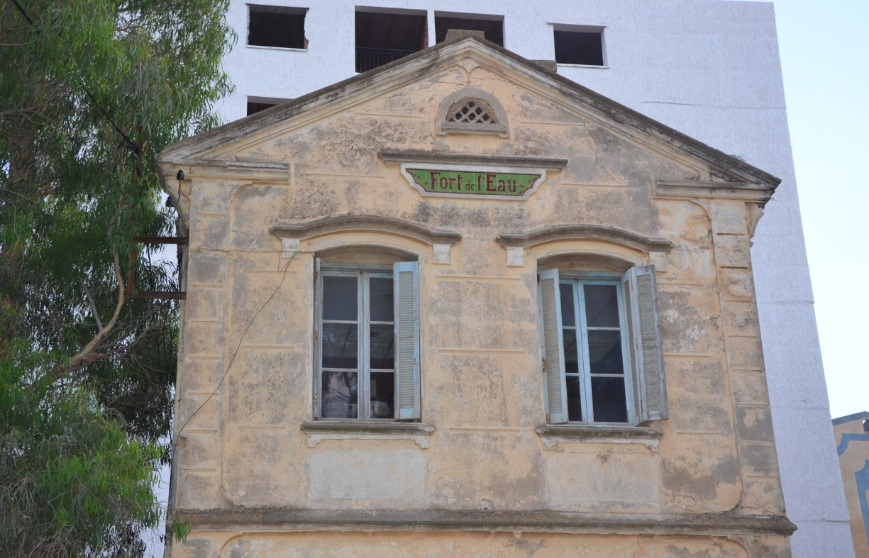
Fronton de la gare ferroviaire de Fort de l'Eau

En 1835, le prince polonais Mir Mirsky, chassé de son pays par la révolution, se fit octroyer un terrain de plus de 4 000 hectares autour de la ferme de Ras El Outa (la tête — ou le sommet — de la plaine) devenue « la Rassauta » ; endetté, ce dernier dut céder la propriété au comte Del Valle de San Juan.
En 1846, le ministère de la Guerre décide d'implanter, sous l'autorité du baron de Vialar, des colons originaires de Mahon (ville située sur l'île espagnole de Minorque).
En 1850, le lieu-dit Fort-de-l'Eau, situé sur le domaine de La Rassauta, fut érigé en centre de peuplement par décret. En 1851, la Rassauta est érigée en centre de peuplement rattaché à la commune d'Hussein Dey.
En 1871, une petite ligne de chemin de fer d’intérêt local est reliée à El Harrach.
Le 2 juin 1881, après un nouveau découpage qui la voit délestée des territoires de Maison Carrée, Maison Blanche, Reghaïa, puis Rouïba, Fort-de-l'Eau devient une commune de plein exercice.
Elle devient une station balnéaire réputée ; ainsi dans les années 1900, un hôtel de luxe et un casino y sont construits. À partir de 1908, la commune devient une destination estivale privilégiée.

### Depuis l'indépendance
En 1962, à l'indépendance, la commune prit le nom de Bordj El Kiffan.

## Démographie
| 1987   | 1998    | 2008    |
| ------ | ------- | ------- |
| 62 270 | 103 690 | 151 950 |

## Économie
- Bordj El Kiffan est une ville à vocation touristique affirmée avec le temps. L'avenue Ali Khodja (ex-« avenue de France ») est bordée de restaurants offrant des grillades; des vendeurs de glace essaiment le littoral dont le plus célèbre est l'Iceberg.
- La restauration est l'activité économique la plus achalande durant la période estivale surtout le long du boulevard du front de mer jusqu'au Lido.
- L'hôtellerie développée ces dernières années , puisque plusieurs hôtels haut standing ont vu le jour ou en cours de construction, ainsi qu'un petit centre d’affaires.
- La ville de Bordj El Kiffan est doté de parcs aquatiques et un karting.

## Enseignement
- École Nationale Supérieure de Technologie d'Alger (ENST) située au quartier de Dergana au siège l'ex Centre Biomédical.
- Institut supérieur de gestion et de planification (ISGP).
- Institut supérieur des métiers des arts du spectacle et de l'audiovisuel (ISMAS).
- Cinq lycées (lycée Mouhous, lycée Omar El Mokhtar, lycée technique Fayzi, lycée Echikh Ahmed Houcine et lycée cité diplomatique Dergana )
- Plusieurs CEM et primaires.

## Vie quotidienne

### Culture
- Institut supérieur des métiers des arts du spectacle et de l'audiovisuel (ISMAS)

### Sport
- La ville de Bordj El Kiffan est connue pour son école de boxe CRBBK et son club de judo qui ont fourni plusieurs champions à travers l'association sportive, en plus des clubs d'Athlétisme, de natation et de Handisport
- La ville possède un stade olympique: Gadouche, qui va être achevé, un stade de football en Tartan pas encore achevé, ainsi qu'un club de tennis comprenant six terrains en terre battue.
- Club de football de Chabab Riadhi Baladiat Bordj El Kiffan (CRBBK).
- Club de football de Rapid Club Bordj Kiffan (RCBK).
- Club de football de Chabab Riadhi Dergana (CRD).
- Club de judo de Chabab Riadhi Benzargua (CRB).

## Personnalités liées à la commune
- Ahmed Mihoubi (1924-2004), joueur de football français
- Ahmed Malek (1929-2008), auteur-compositeur
- Baya (1931-1998), peintre
- Marthe Villalonga (1932-), actrice
- Jean-François Phliponeau (1950-1976), joueur de rugby
- Régine Chopinot (1952-), chorégraphe
- Belkif Boualem (1963-), boxeur , champion d'Afrique professionnel
- Abderrahmane Benamadi (1984-), judoka, vice-champion du monde (au mondiaux 2005 en Égypte Finale 78- le Caire 2005) et ex-champion d'Afrique.
- Hadj Youcef Adel, champion du monde 2010, de vovinam Việt Võ Đạo, épreuve de combat pour les moins de 75 kg en Allemagne
- Kamel Abdesselam, footballeur, qui a fait ses débuts dans le club local CRBK, champion d'Afrique des Clubs Champions aux côtés de la JSK.
- Seddiki Fayçal, athlète (spécialité 110 m haies), champion d’Algérie, champion Méditerranéen ainsi que champion des Jeux Universitaires de Namibie 2012 qui a fait ses débuts dans le club local CRBBK